# Doto pinnatifida
Doto pinnatifida é uma espécie de molusco pertencente à família Dotidae.
A autoridade científica da espécie é Montagu, tendo sido descrita no ano de 1804.
Trata-se de uma espécie presente no território português, incluindo a zona económica exclusiva.